# 天主教甘地讷格尔总教区
天主教甘地讷格尔總教區（拉丁語：Archidioecesis Gandhinagarensis），是羅馬天主教會以印度古吉拉特邦首府甘地讷格尔為中心的一個總主教區。包括古吉拉特邦北部五縣，下轄三個教區。
2002年10月11日升為總教區。2006年有教友406,182名，僅佔轄區總人口的1.5%。由五十四名司鐸名管理十四個堂區。現任教區總主教為達尼老·費爾南德斯。